# Icheon
Icheon (Hán Việt: Lợi Xuyên) là thành phố thuộc tỉnh Gyeonggi, Hàn Quốc. Thành phố có diện tích 461 km², dân số là hơn 196.230 người.

## Khí hậu
| Dữ liệu khí hậu của Icheon               | Dữ liệu khí hậu của Icheon | Dữ liệu khí hậu của Icheon | Dữ liệu khí hậu của Icheon | Dữ liệu khí hậu của Icheon | Dữ liệu khí hậu của Icheon | Dữ liệu khí hậu của Icheon | Dữ liệu khí hậu của Icheon | Dữ liệu khí hậu của Icheon | Dữ liệu khí hậu của Icheon | Dữ liệu khí hậu của Icheon | Dữ liệu khí hậu của Icheon | Dữ liệu khí hậu của Icheon | Dữ liệu khí hậu của Icheon |
| Tháng                                    | 1                          | 2                          | 3                          | 4                          | 5                          | 6                          | 7                          | 8                          | 9                          | 10                         | 11                         | 12                         | Năm                        |
| ---------------------------------------- | -------------------------- | -------------------------- | -------------------------- | -------------------------- | -------------------------- | -------------------------- | -------------------------- | -------------------------- | -------------------------- | -------------------------- | -------------------------- | -------------------------- | -------------------------- |
| Cao kỉ lục °C (°F)                       | 14.5 (58.1)                | 19.5 (67.1)                | 24.8 (76.6)                | 32.5 (90.5)                | 33.2 (91.8)                | 35.7 (96.3)                | 38.3 (100.9)               | 37.7 (99.9)                | 32.9 (91.2)                | 29.1 (84.4)                | 25.4 (77.7)                | 18.2 (64.8)                | 38.3 (100.9)               |
| Trung bình ngày tối đa °C (°F)           | 2.8 (37.0)                 | 6.3 (43.3)                 | 12.1 (53.8)                | 19.3 (66.7)                | 24.2 (75.6)                | 27.5 (81.5)                | 29.0 (84.2)                | 29.9 (85.8)                | 25.8 (78.4)                | 20.4 (68.7)                | 12.0 (53.6)                | 4.7 (40.5)                 | 17.8 (64.0)                |
| Trung bình ngày °C (°F)                  | −3.1 (26.4)                | −0.2 (31.6)                | 5.2 (41.4)                 | 11.9 (53.4)                | 17.4 (63.3)                | 21.7 (71.1)                | 24.4 (75.9)                | 24.8 (76.6)                | 19.8 (67.6)                | 13.0 (55.4)                | 5.4 (41.7)                 | −1.2 (29.8)                | 11.6 (52.9)                |
| Tối thiểu trung bình ngày °C (°F)        | −8.5 (16.7)                | −6.1 (21.0)                | −1.0 (30.2)                | 4.9 (40.8)                 | 11.1 (52.0)                | 16.6 (61.9)                | 20.7 (69.3)                | 21.0 (69.8)                | 15.0 (59.0)                | 7.2 (45.0)                 | −0.2 (31.6)                | −6.4 (20.5)                | 6.2 (43.2)                 |
| Thấp kỉ lục °C (°F)                      | −26.5 (−15.7)              | −22.8 (−9.0)               | −12.1 (10.2)               | −4.9 (23.2)                | 2.0 (35.6)                 | 6.5 (43.7)                 | 12.9 (55.2)                | 12.1 (53.8)                | 2.9 (37.2)                 | −5.0 (23.0)                | −15.6 (3.9)                | −25.7 (−14.3)              | −26.5 (−15.7)              |
| Lượng Giáng thủy trung bình mm (inches)  | 22.5 (0.89)                | 23.9 (0.94)                | 47.4 (1.87)                | 74.0 (2.91)                | 93.8 (3.69)                | 146.0 (5.75)               | 370.2 (14.57)              | 319.9 (12.59)              | 176.0 (6.93)               | 42.1 (1.66)                | 38.8 (1.53)                | 16.3 (0.64)                | 1.370,8 (53.97)            |
| Số ngày giáng thủy trung bình (≥ 0.1 mm) | 6.0                        | 4.6                        | 7.2                        | 7.0                        | 7.6                        | 9.4                        | 14.6                       | 13.8                       | 9.0                        | 5.0                        | 7.1                        | 6.1                        | 97.4                       |
| Độ ẩm tương đối trung bình (%)           | 64.4                       | 59.9                       | 58.0                       | 55.3                       | 62.1                       | 67.8                       | 77.3                       | 76.9                       | 74.5                       | 70.4                       | 67.1                       | 66.6                       | 66.7                       |
| Số giờ nắng trung bình tháng             | 166.1                      | 169.1                      | 192.1                      | 210.8                      | 221.8                      | 187.0                      | 141.2                      | 159.4                      | 165.6                      | 188.4                      | 152.6                      | 158.3                      | 2.113,7                    |
| Phần trăm nắng có thể                    | 54.0                       | 55.3                       | 51.8                       | 53.4                       | 50.5                       | 42.5                       | 31.5                       | 37.9                       | 44.4                       | 54.0                       | 49.9                       | 52.9                       | 47.5                       |
| Nguồn:                                   |                            |                            |                            |                            |                            |                            |                            |                            |                            |                            |                            |                            |                            |

## Các đơn vị hành chính
Thành phố được chia thành 4 dong, 2 eup và 8 myeon.